# Партія захисту тварин (Нідерланди)
Партія захисту тварин (нід. Partij voor de Dieren, PvdD) — нідерландська політична партія з екологічним ухилом. Партія заснована 28 жовтня 2002 року. Схожа партія була у Німеччині з 1993 року, але саме Партія захисту тварин стала першою в світі, яка отримала представництво у парламенті. Партія праці має 3 місця із 75 у першій палаті та 6 місць із 150 у другій палаті Генеральних штатів, 1 місце у Європейському парламенті. Основною метою партії є захист прав тварин і добробут тварин.

## Історія
Вперше партія взяла участь у виборах 2003 року, де вона отримала 50000 голосів (0,5%) і не змогла отримати місця у парламенті.
На парламентських виборах 22 листопада 2006 року партія отримала 179 988 голосів (1,8%), що було достатньо для двох місць у парламенті.
Під час парламентських виборів 9 червня 2010 року Партія захисту тварин зберегла свої два місця у нижній палаті.
На парламентських виборах 2012 року партія набрала 182 162 голоси, але маючи трохи менше 2% голосів виборців, це не забезпечило їй третє місце в Палаті представників.
На парламентських виборах у березні 2017 року партія отримала ще три мандати, загалом 5.

## Організація
Партія захисту тварин – це асоціація з членами, донорами та правлінням. З'їзд для членів зазвичай відбувається двічі на рік. Конференції відкриті для преси.

### Голови партій
- 2002–2010: Маріанне Тіме
- 2010–2015: Луук Фолкертс
- 2015–2016: Маріанне Тіме (виконувач обов'язків)
- 2016–2019: Флоріске ван Левен
- 2019: Себастьян Волсвінкель
- 2019–2020: Рууд ван дер Велден (ai)
- 2020–2023: Рууд ван дер Велден
- 2023: Міхіель Нол (ai)
- 2023–тепер: Міхель Кнол

### Кафедри
Партія захисту тварин активно працює на регіональному рівні, має вісім департаментів і чотири провінційні робочі групи. При департаменті може існувати кілька робочих груп, як, наприклад, у департаменті Південної Голландії. У департаменті чи робочій групі активні члени регулярно зустрічаються, щоб сформувати осередок партії на місцевому рівні. Вони підтримують офіс партії в загальнонаціональних заходах, таких як агітація, але також стежать за місцевими поточними справами та вживають заходів, якщо це необхідно. Робочі групи збираються приблизно раз на місяць. Кожна робоча група має свого координатора, який також є контактною особою партійного офісу в Амстердамі.
Спочатку кожен новий член партії повинен був пройти голосування, в якому він повинен був заявити, що не полює, не займається рибальством і не займається інтенсивним тваринництвом або хутровим тваринництвом. Пізніше партія вирішила, що потенційні члени також можуть стати членами без голосування.

### Молодіжний рух
Молодіжна організація Партії захисту тварин називається PINK! 12 вересня 2006 року цей молодіжний рух було започатковано національною кампанією розміщення плакатів на автобусних зупинках на станціях голландської залізниці.

### Наукове бюро
Фонд Ніколаса Г. Пірсона (скорочено NGPF) є науковою агенцією Партії захисту тварин. Метою NGPF є проведення наукових досліджень і розширення знань і обізнаності з питань соціального значення, зокрема щодо основних тем добробуту тварин, прав тварин, сталого розвитку та природи. NGPF зосереджується на аналізі та представленні альтернатив, які можуть сприяти створенню більш приємного, дружнього до тварин і стійкого суспільства. NGPF відомий документальними фільмами Meat the Truth про вплив споживання м’яса на клімат і Sea the Truth про знищення життя на морі.

### Учасники
| Рік  | Кількість членів |
| ---- | ---------------- |
| 2005 | 1799             |
| 2006 | 2408             |
| 2007 | 6370             |
| 2008 | 6972             |
| 2009 | 8012             |
| 2010 | 10310            |
| 2011 | 11610            |
| 2012 | 12250            |
| 2013 | 12519            |
| 2014 | 12254            |
| 2015 | 12019            |
| 2016 | 12131            |
| 2017 | 12866            |
| 2018 | 16156            |
| 2019 | 17043            |
| 2020 | 18344            |
| 2021 | 19173            |
| 2022 | 23811            |
| 2023 | 24848            |

## Ідеологія
Головна мета партії – покращити життя тварин і стан природи. Вони бачать економічне зростання більше як проблему, ніж як рішення. І вони бачать постійне прагнення до більшого економічного зростання як одну з причин нинішніх страждань тварин і поганого стану природи. Вони хочуть, щоб права тварин були включені в конституцію.
У 2023 році партія розширила свій погляд і також почала зосереджуватися на інших питаннях, крім прав тварин, таких як стійкість, охорона здоров’я та житло. Партія також хоче скоротити робочий тиждень і базовий дохід.

### Точки зору
Підбірка поглядів з її власного веб-сайту:
- Припинення діяльності зоопарків
- Посилені вимоги до тварин у контактному зоопарку
- Розширення заборони на використання диких тварин у цирках
- Суворо обмежити продаж тварин
- Скасування податків на собак і котів
- Низький ПДВ на органічні корми для домашніх тварин
- Суворі правила утримання коней
- Співпраця у боротьбі з жорстоким поводженням з тваринами за кордоном
- Заборона полювання на зникаючих тварин за кордоном
- Права тварин в конституції
- Кінець випробувань на тваринах
- Кінець фабричного землеробства /тваринництва
- Припинення зловживань у птахівництві
- Заохочуйте стійке/ органічне сільське господарство
- Заборонити генну інженерію рослин
- Суворі правила щодо знаків якості
- Заборона пестицидів для запобігання загибелі бджіл
- Охорона природи Нідерландських Карибів
- Випробування природи та екологічних наслідків тваринництва
- Боротьба з незаконною вирубкою дерев
- Озеленення міст
- Енергетично нейтральне життя без природного газу
- Закриття АЕС
- Припиніть субсидування біомаси
- Рішуча та справедлива кліматична угода
- Боротьба з пластиковим супом
- Суворіші стандарти якості повітря
- Використовуйте сировину економно
- Скорочення авіації
- Податок на польоти
- Просування культурних ландшафтів
- 100% органічна їжа в шкільних їдальнях
- Боротьба з харчовими відходами
- Стала освіта в початковій та середній школі
- Покінчити зі скороченням витрат на охорону здоров’я
- Право на самовизначення , евтаназію та аборт
- Кінець заборони на присідання
- Скасування системи студентських позик і повернення базової стипендії
- Боротьба з ухиленням від сплати податків
- Кругова економіка
- Погашення іпотеки без штрафів
- Провідна роль держави в боротьбі з дефіцитом сировини
- Включаючи вплив на навколишнє середовище в податкові та інвестиційні угоди
- Дослідіть нову систему створення грошей
- Стимулюйте пілотів базового доходу
- Більше безпеки для самозайнятих осіб
- Закінчення виплат бонусів банками
- Гнучкий державний пенсійний вік
- Більш пряма демократія, наприклад референдуми
- Свобода слова
- Обмежити торгівлю зброєю